# Dare – Hab’ keine Angst. Tu’s einfach!
Dare – Hab’ keine Angst. Tu’s einfach! (Originaltitel: Dare) ist das Spielfilmdebüt des Regisseurs Adam Salky. Auf humorvolle Weise zeigt er, dass es zum Erwachsenwerden gehört, Dinge, die einem suspekt sind, einfach auszuprobieren. Der Film basiert auf dem Kurzfilm Dare von Adam Salky aus dem Jahr 2005.

## Handlung
Der Film handelt von drei Teenagern, die am Ende des Filmes jede Menge persönliche wie auch sexuelle Erfahrungen gemacht haben und ein Stück erwachsener geworden sind.
Alexa möchte Schauspielerin werden und glaubt, sie müsse den Schwarm der Schule Johnny verführen.
Ihr bester Freund Ben wird daraufhin eifersüchtig und beschließt, Johnny ebenfalls den Hof zu machen. Dieser zeigt sich höchst aufgeschlossen und hocherfreut über die beidseitigen Annäherungsversuche.

## Auszeichnung
Emmy Rossum gewann für ihre Darstellung beim Savannah Film Festival den Young Hollywood Award.